# Extrapolation
Extrapolation – debiutancki jazzowy album Johna McLaughlina nagrany w 1968 i wydany w styczniu 1969 roku w Wielkiej Brytanii. W Stanach Zjednoczonych został wydany w 1972 r.

## Historia i charakter albumu
W chwili nagrywania tego albumu McLaughlin miał 26 lat i stosunkowo długą historię muzycznego rozwoju. Właściwie był samoukiem. Jego pierwszą fascynacją był blues. Potem wybitni gitarzyści jazzowi: Django Reinhardt i Tal Farlow. W latach 60. występował okazjonalnie z Aleksisem Kornerem, Grahamem Bondem, grał w grupie Georgiego Fame'a. Zetknął się także z Erikiem Claptonem i Gingerem Bakerem.
Występował także w kwartecie z Johnem Surmanem, Brianem Odgersem i Tonym Oxleyem. Surman to jeden z najciekawszych saksofonistów brytyjskich. Brian Odgers bez problemów zastąpił Dave'a Hollanda, gdy ten został ściągnięty do USA przez Milesa Davisa. Tony Oxley wsławił się jako perkusista na płytach Cecila Taylora.
Część z kompozycji McLaughlina nagranych na tym albumie została wykorzystana zarówno przez grupę Lifetime Tony'ego Williamsa, do której gitarzysta dołączył w 1969 r., jak i zespół McLaughlina The Mahavishnu Orchestra.
Album ten dość długo czekał na amerykańskie wydanie. Jednak w USA McLaughlin nie był znany i dopiero jego sukces jako gitarzysty Milesa Davisa spowodował, że płyta została wydana w 1972 r. i znalazła się na  152. miejscu albumów popowych magazynu Billboard.

## Muzycy
- John McLaughlin – gitary

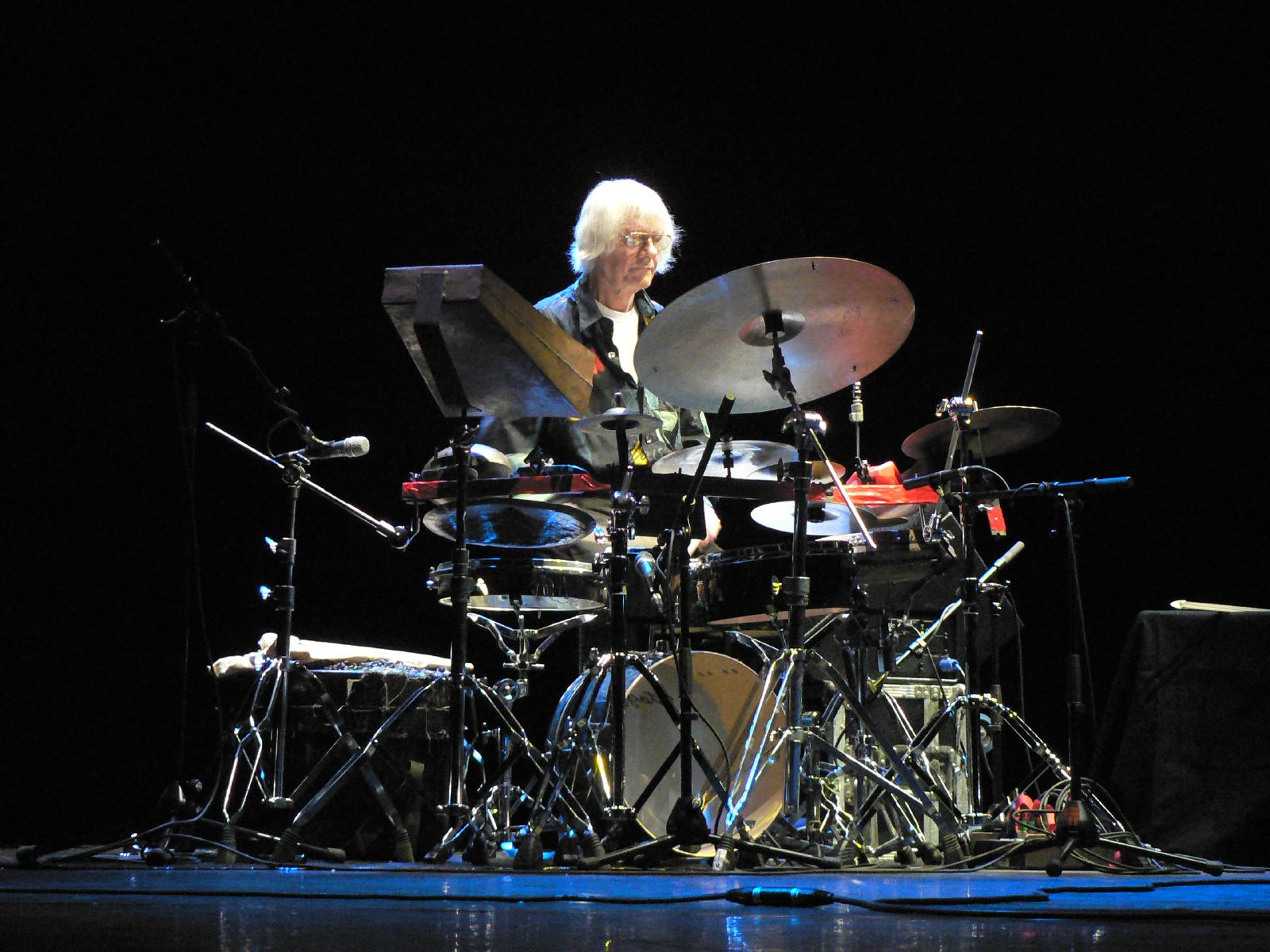
Perkusista Tony Oxley

- John Surman – saksofon barytonowy i saksofon sopranowy
- Brian Odgers[2] – kontrabas
- Tony Oxley – perkusja

## Spis utworów

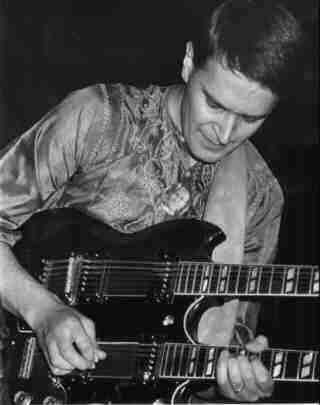
John McLaughlin

| 1.  | Extrapolation[a]           | 2:57  |
|     |                            |       |
| 2.  | It's Funny[b]              | 4:25  |
|     |                            |       |
| 3.  | Arjen's Bag[c]             | 4:25  |
|     |                            |       |
| 4.  | Pete the Poet[d]           | 5:00  |
|     |                            |       |
| 5.  | This Is for Us to Share[e] | 3:30  |
|     |                            |       |
| 6.  | Spectrum[f]                | 2:45  |
|     |                            |       |
| 7.  | Binky's Beam[g]            | 7:05  |
|     |                            |       |
| 8.  | Really to Know[h]          | 4:25  |
|     |                            |       |
| 9.  | Two for Two[i]             | 3:35  |
|     |                            |       |
| 10. | Peace Piece[j]             | 1:50  |
|     |                            |       |
|     |                            | 39:57 |
|     |                            |       |

## Opis płyty
- Producenci – Giorgio Gomelsky
- Data nagrań – 18 stycznia 1969
- Miejsce nagrania – Advision Studios, Londyn
- Inżynier nagrywający – Eddie Offord
- Projekt okładki – Harmish Grimes
- Czas – 39:57
- Firma nagraniowa

Marmalade (1969) WB
Polydor (1972) USA
- Wznowienie – 1991

Polydor
Numer katalogowy – 841 598-2
- Wznowienie – 2005

Universal
Numer katalogowy – 9195

## Listy przebojów
| Rok  | Lista                    | Pozycja |
| ---- | ------------------------ | ------- |
| 1972 | Billboard. Albumy popowe | 152     |